# Gerardo
Gerardo  è un nome proprio di persona italiano maschile.

## Varianti
- Maschili: Gherardo[1][2], Girardo
  - Alterati: Gerardino[1]
  - Ipocoristici: Gerino[1], Gaddo[1], Gardo[1], Galdo[1], Galdino[1]
- Femminili: Gerarda[1], Gherarda
  - Alterati: Gerardina

### Varianti in altre lingue
- Basso-tedesco
  - Ipocoristici: Geert[2]
- Catalano: Gerard
- Danese: Gerhard
- Finlandese: Gerhard
- Francese: Gérard[2][3][4]
- Francese antico: Gerart[4]
- Frisone: Gerrit[2], Jorrit[2], Jurryt[2]
  - Ipocoristici: Jurre[2]
- Germanico: Gerhard[2][4]
- Greco moderno: Γεράρδος (Gerardos)
- Inglese: Gerard[2][4], Gerrard[2][3], Jerrard[2]
  - Ipocoristici: Gerry[3]
- Irlandese: Gearóid[2]
- Islandese: Geirharður
- Latino: Gerhardus[1], Gerardus, Gherardus
  - Femminili: Gerharda[1]
- Lettone: Gerards
- Lituano: Gerardas
- Lussemburghese: Sjra[2]
- Norvegese: Gerhard
- Olandese: Gerard[2], Gerhard[2], Gerrit[2][3]
  - Ipocoristici: Geert[2][3], Gert[2], Gerd[2], Gerry[2]
  - Femminili: Gerarda[2]
- Polacco: Gerard
- Portoghese: Geraldo
- Spagnolo: Gerardo[2][3]
- Svedese: Gerhard[2]
- Tedesco: Gerhard[2][3], Gerhardt[2][3]
  - Ipocoristici: Gerd[2], Gert[2]
- Ungherese: Gellért[2][3]

## Origine e diffusione
Deriva dal nome germanico Gerhard, composto dai termini ger (o gaira, "lancia") e hart (o hard, hardu, "duro", "forte"). Il significato è interpretabile come "forte con la lancia", "abile con la lancia" o anche "guerriero forte".
Latinizzato in forme quali Gherardus (direttamente dal tedesco Gerhard) e Gerardus (dal francese Gérard), il nome Gerardo è diffuso maggiormente nell'Italia meridionale, soprattutto in Campania, nelle provincie di Foggia e Potenza e nella Calabria settentrionale. La variante Gherardo, invece, risulta più comune nel centro-nord Italia, mentre l'ipocoristico Gaddo è più tipico della Toscana.
Sebbene foneticamente simile, va precisato che il nome Giraldo non consiste in una variante di Gerardo, per quanto spesso i due nomi siano stati confusi l'uno con l'altro.

## Onomastico

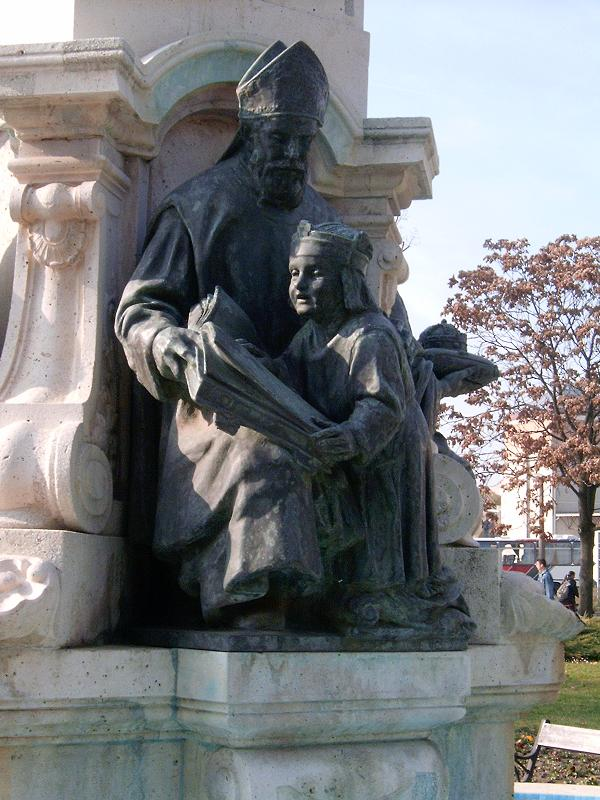
San Gerardo Sagredo

L'onomastico si può festeggiare in memoria di più santi e beati, alle date seguenti:
- 23 aprile, san Gerardo, vescovo di Toul[6]
- 13 maggio, beato Gherardo di Villamagna, terziario francescano
- 25 maggio, beato Gerardo Mecatti, terziario francescano[6]
- 29 maggio, san Gerardo, vescovo di Mâcon[6]
- 6 giugno, san Gerardo dei Tintori, fondatore di un ospedale[6]
- 13 giugno, beato Gerardo di Chiaravalle, monaco, fratello di san Bernardo[6]
- 1º agosto, beato Gerhard Hirschfelder, sacerdote e martire a Dachau[7]
- 24 settembre, san Gerardo Sagredo, detto "apostolo d'Ungheria", vescovo di Csanàd e martire presso Buda[6]
- 3 ottobre, san Gerardo di Brogne, abate[6]
- 16 ottobre, san Gerardo Maiella, religioso redentorista[6]
- 30 ottobre (o 30 maggio, dal 1887 giorno della festa della traslazione delle reliquie), san Gerardo La Porta, vescovo di Potenza[6]
- 29 dicembre, beato Gerardo Cagnoli, francescano[6]

## Persone
- Gerardo Amato, attore italiano
- Gerardo Antonazzo, religioso italiano
- Gerardo, vescovo di Roselle
- Gerardo di Borgogna, divenuto papa col nome di Niccolò II
- Gerardo da Cremona, traduttore italiano
- Gerardo Bianco, politico italiano
- Gerardo Chiaromonte, politico, giornalista e scrittore italiano
- Gerardo Dottori, pittore italiano
- Gerardo Maiella, religioso italiano
- Gerardo Martino, allenatore argentino
- Gerardo Pierro, arcivescovo cattolico italiano
- Gerardo Sacco, orafo italiano
- Gerardo Sereni, religioso e teologo italiano
- Gerardo Vendemia, numismatico italiano
- Gerardo Zaccardo, generale italiano

### Variante Gerard

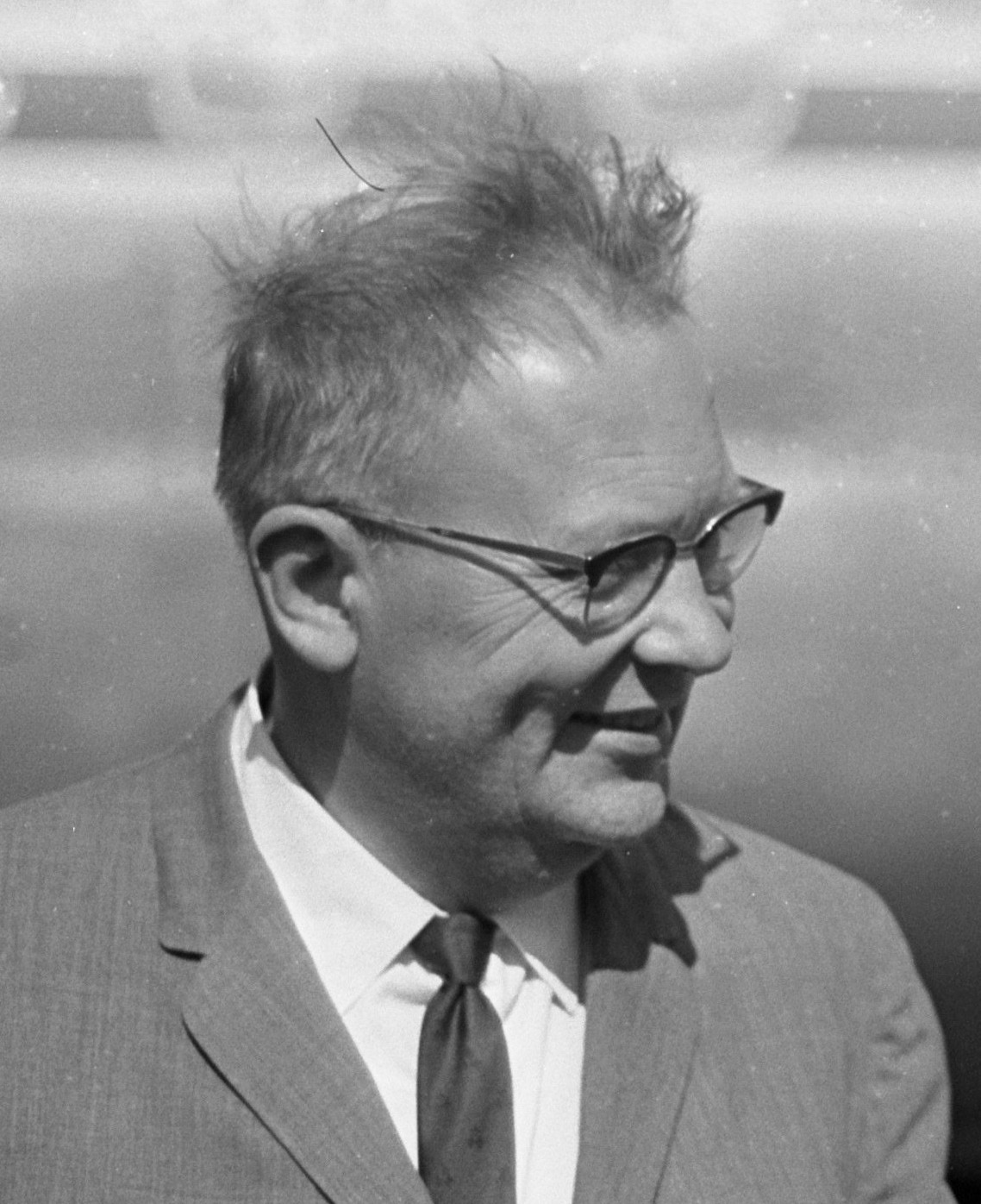
Gerard Peter Kuiper

- Gerard Butler, attore e produttore cinematografico scozzese
- Gerard Damiano, regista statunitense
- Gerard Peter Kuiper, astronomo olandese naturalizzato statunitense
- Gerard Malanga, poeta, fotografo, regista e archivista statunitense
- Gerard Reve, scrittore olandese
- Gerard van Honthorst, o Gherardo delle Notti, pittore olandese
- Gerard Way, cantante e fumettista statunitense

### Variante Gérard

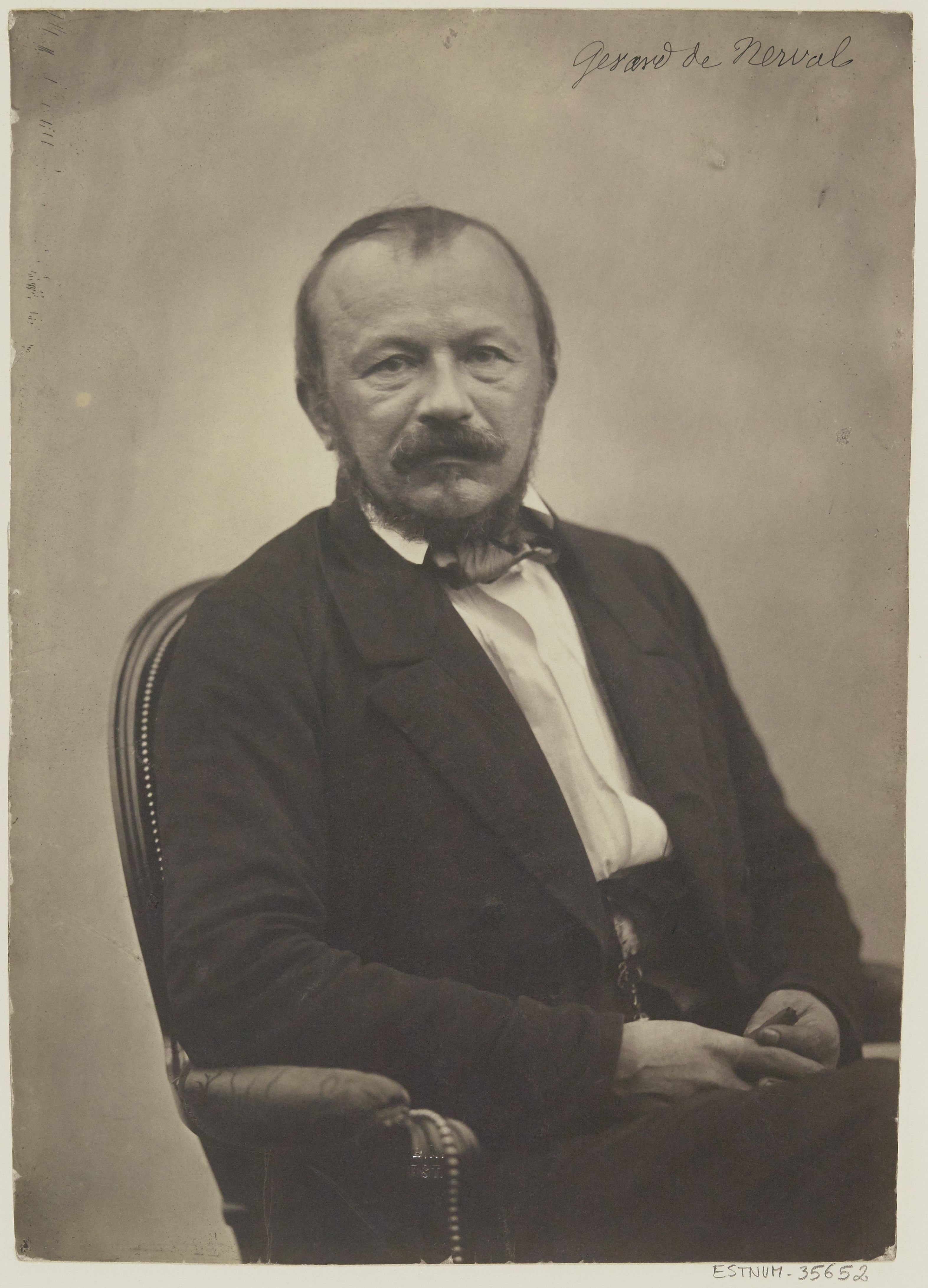
Gérard de Nerval

- Gérard Brach, sceneggiatore e regista francese
- Gérard Philippe Broutin, pittore francese
- Gérard de Nerval, poeta e scrittore francese
- Gérard Depardieu, attore, produttore cinematografico e imprenditore francese naturalizzato russo
- Gérard Genette, critico letterario e saggista francese
- Gérard Grisey, compositore francese
- Gérard Houllier, calciatore e allenatore di calcio francese
- Gérard Jugnot, attore e regista francese
- Gérard Philipe, attore francese
- Gérard van Spaendonck, pittore e incisore olandese

### Variante Gherardo

Gherardo Nerucci

- Gherardo III da Camino, signore di Treviso
- Gherardo Caccianemici dall'Orso, divenuto papa con il nome di Lucio II
- Gherardo Cibo, botanico italiano
- Gherardo Colombo, magistrato italiano
- Gherardo Gherardi, sceneggiatore e regista italiano
- Gherardo Nerucci, avvocato e storico italiano
- Gherardo Segarelli, predicatore italiano
- Gherardo Silvani, architetto e scultore italiano
- Gherardo Starnina, pittore italiano

### Variante Gerhard

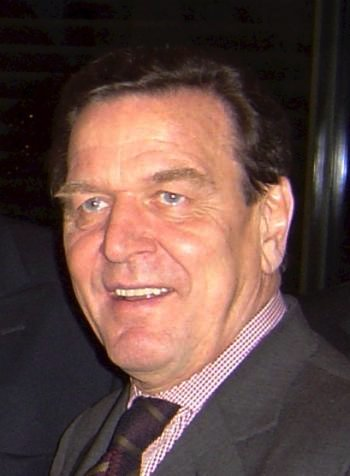
Gerhard Schröder

- Gerhard Berger, pilota automobilistico austriaco
- Gerhard Bersu, archeologo tedesco
- Gerhard Domagk, biochimico e medico tedesco
- Gerhard Gentzen, matematico e logico tedesco
- Gerhard Mitter, pilota automobilistico tedesco
- Gerhard Richter, pittore tedesco
- Gerhard Rohlfs, esploratore tedesco
- Gerhard Rohlfs, filologo, linguista e glottologo tedesco
- Gerhard Schröder, politico tedesco
- Gerhard Streminger, filosofo austriaco
- Gerhard Thiele, astronauta tedesco
- Gerhard von Scharnhorst, generale prussiano

### Altre varianti maschili

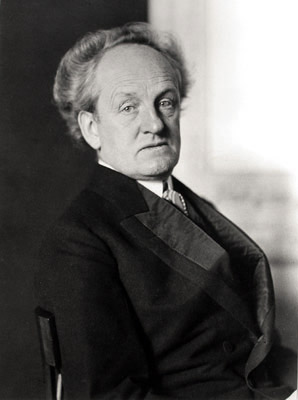
Gerhart Johann Robert Hauptmann

- Gherardello da Firenze, compositore italiano
- Girardo Cavallazzi, trovatore italiano
- Gerhart Johann Robert Hauptmann, poeta, drammaturgo e romanziere tedesco
- Gerardus Mercator, matematico, astronomo e cartografo fiammingo
- Girardo Patecchio, poeta italiano
- Gellert Tamas, scrittore e giornalista svedese

### Varianti femminili
- Gerardina Trovato, cantautrice italiana

## Il nome nelle arti
- Gellert Grindelwald è un personaggio della serie di romanzi e film Harry Potter, creata da J. K. Rowling.